# Adam Shankman
Adam Shankman (ur. 27 listopada 1964 w Los Angeles) – amerykański reżyser, tancerz, aktor, a także producent filmowy. Jest jurorem i choreografem w programie So You Think You Can Dance (sezon 3 i 4) – amerykańskiej wersji You Can Dance – Po prostu tańcz. Pracował nad choreografią jednego z tournée girlsbandu Spice Girls, a także nad choreografią realizowanych przez niego teledysków (m.in. I’m Your Baby Tonight Whitney Houston). Tańczył w teledyskach takich osób jak Janet Jackson czy Paula Abdul.

## Życiorys
Urodził się w Los Angeles w rodzinie z wyższej klasy społecznej. Wychowywał się w „tradycyjny, żydowski sposób” w Brentwood i uczęszczał do The Juilliard School – słynnego konserwatorium amerykańskiego. Shankman otwarcie przyznaje, że jest gejem. We wrześniu 2002 roku udzielił ślubu parze Sarah Michelle Gellar i Freddie Prinze Jr., z którymi współpracował jako choreograf przy serialu Buffy: Postrach wampirów.
W marcu 2008 roku jego film Lakier do włosów zajął 3. miejsce na liście najlepiej zarabiających amerykańskich musicali w przeciągu ostatnich 30 lat.

## Filmografia

### Reżyser
- 2011-2012: Rock of Ages
- 2010: Ostatnia piosenka (The Last Song)
- 2008: Opowieści na dobranoc (Bedtime Stories)
- 2008: Slammer
- 2007: Lakier do włosów (Hairspray)
- 2006: Worst Week of My Life
- 2005: Fałszywa dwunastka 2 (Cheaper by the Dozen 2)
- 2005: Pacyfikator (The Pacifier)
- 2003: Wszystko się wali (Bringing Down the House)
- 2002: Detektyw Monk (Monk)
- 2002: Szkoła uczuć (A Walk to Remember)
- 2001: Powiedz tak (The Wedding Planner)

### Aktor
- 2007: Lakier do włosów (Hairspray)
- 2006: Step Up: Taniec zmysłów (Step Up)
- 2005: Pacyfikator (The Pacifier)
- 2003: Skazani na siebie (Stuck on You)
- 2002: Szkoła uczuć (A Walk to Remember)
- 1997: Krzyk 2 (Scream 2)
- 1992: Betty Lou strzela (The Gun in Betty Lou’s Handbag)
- 1990: Midnight Cabaret
- 1983: The Red Shoes
- 1983: O czym szumią wierzby (The Wind in the Willows)

### Producent
- 2010: 82. ceremonia wręczenia Oscarów
- 2008: Step Up 2 (Step Up 2 the Streets)
- 2008: Seventeen Again
- 2007: Przeczucie (Premonition)
- 2006: Step Up: Taniec zmysłów (Step Up)